# یوشیکی فوجیموتو
یوشیکی فوجیموتو (انگلیسی: Yoshiki Fujimoto؛ زادهٔ ۳ فوریهٔ ۱۹۹۴) بازیکن فوتبال اهل ژاپن است.